# Cybook Gen3

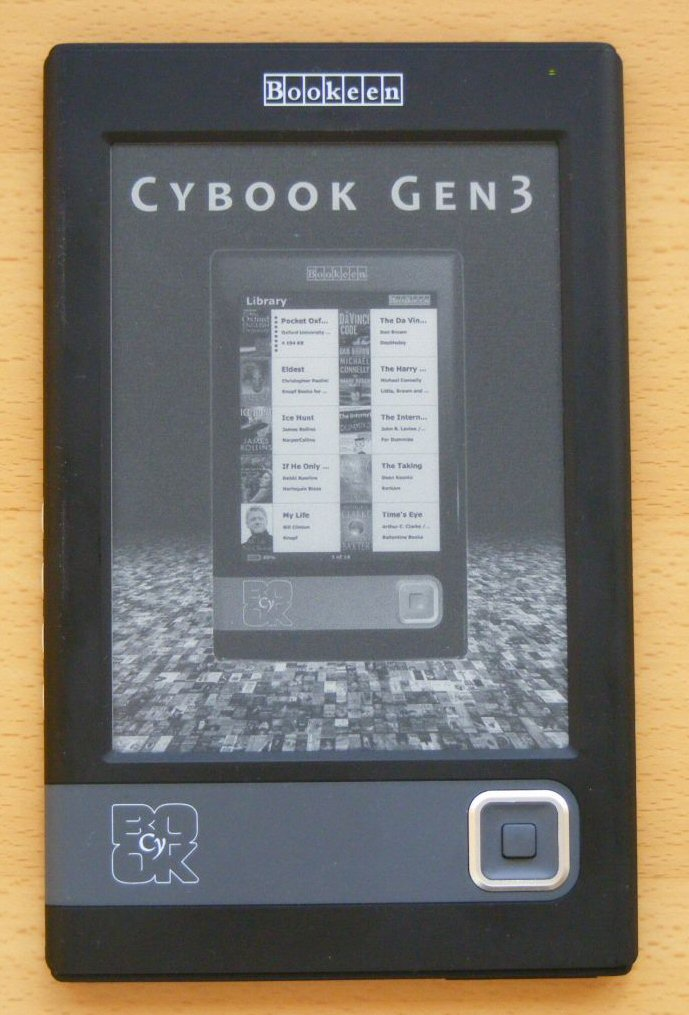
En Cybook Gen3.

Cybook Gen3 är en portabel e-boksläsare tillverkad av det franska företaget Bookeen som använder sig av elektroniskt papper-teknik.

## Beskrivning
Cybook Gen3 använder sig, som andra e-boksläsare som Irex iLiad och Sony Reader, av E Ink-teknologi, vilket skapar en papperslik kontrast och gör att man kan läsa på skärmen även i direkt solljus. För en dator fungerar Cybook Gen3 som en USB-lagringsenhet och fungerar därför under alla större operativsystem.
Cybook kör Linux som operativsystem och källkoden är open source till stora delar. Dock är den inbyggda Mobipocketläsaren som tillåter läsning av DRM-skyddade filer inte open source.

## Tekniska data
- Mått: 118 x 188 x 8,5 mm
- Vikt: 174 g
- Display: 6" = 15,2 cm
- Format: Mobipocket, Palmdoc, HTML, TXT, PDF, JPEG, GIF, PNG, MP3
- Batteri: 1000 mAh
- Processor: 200 MHz Samsung S3C2410 ARM920T
- ROM: 8 MB
- RAM: 16 MB
- Datalagringsenhet: 512 MB Flash
- SD-kortläsare (max 2 GB)
- Mini USB B